# ハラルド・ローゼ
ハラルド・ローゼ（Harald Rose、1935年2月14日 - ）は、ドイツ・ブレーメン出身の物理学者である。
ローゼは、1964年にダルムシュタット工科大学のオットー・シャーザーの下で理論電子光学のディプロマを受けた。1976年から1980年まで、ニューヨーク州保健局の首席研究員を務めた。1973年から1974年まで、シカゴ大学のエンリコ・フェルミ研究所で、1995年から1996年まで、コーネル大学とメリーランド大学で、それぞれ1年間の研究を行った。1980年から2000年に名誉教授として引退するまで、ダルムシュタット工科大学で勤めた。2009年以降は、ウルム大学で、カール・ツァイスが創設した上級教授職を務めている。科学機器や光学機器に関する105の特許を持っている。

## 受賞等
- 1987年以降：西安交通大学 名誉教授
- 2003年：アメリカ顕微鏡学界 Distinguished Scientist Award
- 2005年：日本学術振興会 141 Committee Award
- 2006年：Karl Heinz Beckurts Prize（マキシミリアン・ハイダー、クヌート・ウルバンとともに）
- 2008年：本田賞（ハイダー、ウルバンとともに）
- 2008年：王立協会 名誉フェロー
- 2009年：Robert Wichard Pohl Prize
- 2011年：ウルフ賞物理学部門（ハイダー、ウルバンとともに）
- 2013年：BBVA Foundation Frontiers of Knowledge Award 基礎科学カテゴリ（ハイダー、ウルバンとともに）
- 2020年：カヴリ賞 ナノサイエンス部門（ハイダー、ウルバンとともに）

## 著書
- Geometrical Charged-Particle Optics. ISBN 978-3-540-85915-4